# How Big the Space
How Big the Space è un singolo del cantautore britannico Steven Wilson, pubblicato il 21 aprile 2018.

## Descrizione
Pubblicato in occasione dell'annuale Record Store Day, si tratta di uno dei brani inediti scartati dal musicista durante le sessioni di registrazione del quinto album in studio To the Bone, uscito nel 2017. Nel 2025 è stato incluso come bonus track della Disconnected Versione dell'ottavo album The Overview.

## Tracce
Testi e musiche di Steven Wilson, eccetto dove indicato
- Lato A

1. How Big the Space – 3:37 (testo: Andy Partridge)
2. How Big the Space (Instrumental Variation) – 4:04

- Lato B

1. People Who Eat Darkness (Ninet Version) – 5:58

## Formazione
Musicisti
- Steven Wilson – glockenspiel, chitarra, mellotron, tastiera, basso, voce
- Paul Stacey – chitarra solista
- Jeremy Stacey – batteria
- Pete Eckford – tamburello

Produzione
- Steven Wilson – produzione, missaggio
- Paul Stacey – coproduzione, ingegneria del suono
- Keith Prior – assistenza tecnica
- Lasse Hoile – fotografia